# Мидингер, Макс
Макс Мидингер (нем. Max Miedinger, 24 декабря 1910, Цюрих — 8 марта 1980, Цюрих) — швейцарский типограф и дизайнер шрифтов. В 1957 году создал шрифт Гельветика — один из наиболее популярных шрифтов второй половины XX века.
- С 1956 года — свободный художник. Живёт в Цюрихе.
- В 1956 году Эдуард Хофман, директор Haas’sche Schriftgießerei, пригласил Мидингера для разработки нового шрифта.
- 1957 год — начат выпуск шрифта Haas-Grotesk.
- 1958 год — выпущено обычное начертание шрифта Haas-Grotesk.
- 1959 год — выпущено полужирное начертание шрифта Haas-Grotesk.
- 1960 год — шрифт Neue Haas Grotesk переименован в Гельветику[7].

## Созданные шрифты
- Гельветика
- Pro Arte
- Horizontal
- Swiss 921
- Swiss 721
- Monospace 821
- Miedinger